# Bhaskara
Bhaskara (født 1114 i Beed, Maharashtra, Indien, død 1185) var en indisk matematiker og astronom. Han repræsenterer på mange måder det ypperste af matematisk og astronomisk kundskab i 1100-tallet. 
Han leverede vigtige resultater indenfor aritmetik, algebra og trigonometri, og han regnes som en af forløberne til den moderne matematiske analyse.